# Малограђани (филм)
„Малограђани” је југословенски и српски ТВ филм снимљен 1983. године у продукцији Радио-телевизије Србије.

## Улоге
| Глумац              | Улога                               |
| ------------------- | ----------------------------------- |
| Иван Јагодић        | Василиј Васиљевић                   |
| Љиљана Крстић       | Акулина Иванова, супруга            |
| Милан Ерак          | син Петар                           |
| Азра Ченгић         | ћерка Татјана                       |
| Лазар Ристовски     | посинак Нил                         |
| Предраг Лаковић     | Перчихин, продавац птица            |
| Љиљана Драгутиновић | Поља, ћерка Перцихинова             |
| Тања Бошковић       | Јелена Николајевна Кривцова         |
| Драган Максимовић   | Теретјов Богословски, појац у цркви |
| Ферид Караица       | Шишкин, студент                     |
| Драгана Ћирић       | Цветајева, учитељица                |
| Даница Ристовски    | Степанида, куварица                 |
| Стојан Дечермић     | Николај, лекар                      |
| Љиљана Газдић       | жена са улице                       |
| Иван Шебаљ          | човек са улице                      |